# Orthrias brandti
Orthrias brandti é uma espécie de peixe actinopterígeo da família Balitoridae.
Pode ser encontrada nos seguintes países: Geórgia e Turquia.